# Leptolaimida
Leptolaimida é uma ordem de nematóides pertencente à classe Chromadorea.
Famílias:
- Aegialoalaimidae Lorenzen, 1981
- Aphanolaimidae Chitwood, 1936
- Ceramonematidae Cobb, 1933
- Diplopeltoididae Tchesunov, 1990
- Leptolaimidae Örley, 1880
- Ohridiidae Lorenzen, 1981
- Paramicrolaimidae Lorenzen, 1981
- Rhadinematidae Lorenzen, 1981
- Tarvaiidae Lorenzen, 1981
- Tubolaimoididae Lorenzen, 1981